# Михель, Пауль
Пауль (Пабло) Михель (нем. Paul Michel; 27 ноября 1905, Альценау — 14 сентября 1977, Ла-Плата) — аргентинский шахматист, международный мастер (1956). В составе сборной Германии победитель 8-й Шахматной Олимпиады в Буэнос-Айресе (1939).

## Карьера
В июне 1935 года Пабло Михель сравнял счёт с 3-4-м в Саарбрюккене (победил Кох). В июле 1935 года он сыграл вничью со 2-го по 4-е место в Ахене (3-й чемпионат Германии). В этом соревновании победил Курт Рихтер. В сентябре 1935 года он занял 9-е место в Бад-Саарове (победил Ефим Боголюбов). В июне 1936 года он сравнял счет с 5-6-м в Свинемюнде (победил Эрих Элискасес). В августе 1936 года он играл за сборную Германии на второй резервной доске (+8 -1 =3) на 3-й неофициальной шахматной олимпиаде в Мюнхене. Он завоевал командную бронзовую медаль и индивидуальную серебряную медаль.
В октябре 1936 года он сравнял счет с 3-5-м в Вене (19-й Требич). Победителем турнира стал Хенрик Фридман. В июне 1937 года он занял 3-е место, после Боголюбова и Людвига Релльштаба, в Бад-Эльстере. В июне–июле 1937 года он занял 4-6-е места в Бад-Саарове (победили Рихтер и Куппе). В июле–В августе 1937 года он занял 4-е место в Бад-Эйнхаузене (4-я Германия). В этом соревновании победил Георг Кенингер. В марте 1938 года он занял 3-е место в Берлине (победили Альберт Беккер и Релльштаб). В мае–июне 1938 года он занял 8-е место в Бад-Эльстере (победил Боголюбов). В июле–В августе 1938 года он сравнял счет со 2-м по 3-е место с Кенингером, уступив Элискасесу, в Бад-Эйнхаузене (5-я Германия). В июне 1939 года он сравнял счет со 2-м по 4-е место в Бад-Эльстере (победил Элискасес). В июле 1939 года он занял 14-е место в Бад-Эйнхаузене (6-е место в Германии). Победителем турнира стал Эрих Элискасес.
В августе–сентябре 1939 года Пабло Михель был членом сборной Германии на 8-й шахматной олимпиаде в Буэнос-Айресе. Он играл на второй доске (+3 -0 =11) и завоевал командную золотую медаль. После начала Второй мировой войны,  вместе со всеми немецкими игроками (Элискасесом, Энгельсом, Беккером, Рейнхардтом) и многими другими участниками Олимпиады решили навсегда остаться в Аргентине.
После войны Пабло Михель играл в Аргентине и иногда в начале 1950-х годов в Австрии. В 1946 году он занял 3-е место, уступив Мигелю Найдорфу и Гидеону Штальбергу, в Мар-дель-Плате. В 1947 году он занял 12-13-е место в Мар-дель-Плате (победил Найдорф). В 1948 году он занял 10-12-е место в Мар-дель-Плате (победил Элискасес). В 1948 году он финишировал 3-4-м с Альбериком О'Келли де Голуэй, после Найдорфа и Штальберга, в Буэнос-Айресе (Ла-Плата). В 1949 году он победил, опередив Моше Черняка и Артуро Помара в Росарио. В 1949 году он занял 6-9-е места в Мар-дель-Плате (победил "Эктор Россетто"). В 1950 году он занял 9-11-е место в Мар-дель-Плате (победил Светозар Глигорич). В декабре 1950 года он сыграл вничью с 3 по 4 место в Вене (победил Энрико Паоли). В июле 1951 года он занял 5-7-е место в Вене (4-й мемориал Шлехтера). Турнир выиграл Черняк. В 1952 году он занял 5-е место в Мар-дель-Плате (победили Хулио Болбочан и Россетто)